# La Japonesa (Camille con traje japonés)
La japonesa (en el original, La Japoinese) es un óleo sobre lienzo de 1876 del pintor impresionista francés Claude Monet. La obra representa a una mujer europea vestida con un kimono uchikake delante de una pared adornada con abanicos japoneses. La primera esposa de Monet, Camille Doncieux, posó para el cuadro.
La pintura se exhibió por primera vez en la segunda exposición del Impresionismo de 1876 y ahora se exhibe en el Museo de Bellas Artes de Boston.

## Descripción
En la pintura, Monet representa a Camille vestida con un kimono rojo acolchado y profusamente decorado (un uchikake) con la figura de un famoso actor japonés, de pie sobre un tatami de estilo japonés y frente a una pared decorada con  abanicos japoneses uchiwa (うちわ/団扇). Camille, cuyo cabello era oscuro, usa una peluca rubia, enfatizando su identidad como mujer europea, indicando que la pintura muestra la actuación y apropiación de la cultura japonesa en lugar de un ambiente japonés auténtico.
El cuerpo de Camille, girado de perfil, muestra su rostro vuelto hacia el espectador, un gesto probablemente inspirado en los que se encuentran en la danza tradicional japonesa; las ilustraciones que representan la danza japonesa, como Una cena japonesa de Charles Wirgman, eran populares en Europa en ese momento, y probablemente Monet habría podido inspirarse en ellas.
Monet concedió especial importancia a la representación del detallado bordado con un samurái en la prenda de Camille. La representación del samurái, con cabello negro, expresión facial severa y un firme agarre en la espada en su cinturón, contrasta fuertemente con la de Camille -con cabello rubio, sosteniendo un abanico delicadamente y sonriendo-, atrayendo nuevamente la atención hacia la diferencia entre el escenario "japonés" y la mujer europea dentro de él. La mano derecha levantada de Camille sostiene un abanico plegable con los colores de la bandera francesa, que también apareció en una de las pinturas de Renoir.
El contraste entre Camille y el entorno pseudocultural del cuadro se incrementa aún más con un fondo de abanicos uchiwa (rígidos y planos, no plegables). Aunque la mayoría sólo representan paisajes impresionistas brumosos, uno a la izquierda muestra una grulla de corona roja, y un abanico a la derecha de la mano levantada de Camille muestra el busto de una mujer japonesa con kimono y peinado tradicional, representada sobre un fondo rojo rosado. Separado de los demás, llama la atención porque el rostro de la mujer se inclina en dirección opuesta al de Camille, haciéndose eco del otro. Mientras Camille mira al espectador con una sonrisa, la mujer del abanico muestra una expresión casi asombrada mirando a su homóloga europea.

## Motivación
El dinero se convirtió en uno de los mayores problemas de Monet en la década de 1860. Su padre le había recortado su asignación debido a la decisión rebelde de Monet de crear obras no aptas para las exposiciones del Salón patrocinado por el Estado. Aunque la situación financiera de Monet mejoró a principios de la década de 1870 después de que sus obras fueran reconocidas y compradas regularmente por el comerciante de arte Paul Durand-Ruel, este apoyo comenzó a erosionarse debido a la dificultad de Durand-Ruel para venderlas; debido a la pérdida de esta importante fuente de ingresos y los gastos que Monet enfrentó para mudarse a una nueva casa, a partir de 1874, comenzó a volver a caer en dificultades financieras.
En una desesperada necesidad de dinero, Monet creó esta pintura de su esposa con un kimono rojo que tomó prestado de un amigo, y envió la pintura a la galería de Durand-Ruel en la segunda exposición del impresionismo de 1876, junto con otras dieciocho pinturas, incluida la famosa Mujer con sombrilla (Madame Monet y su hijo). Dada la gran popularidad del japonismo en Francia en ese momento, Monet esperaba vender La Japonaise a un alto precio para aliviar sus dificultades financieras. 

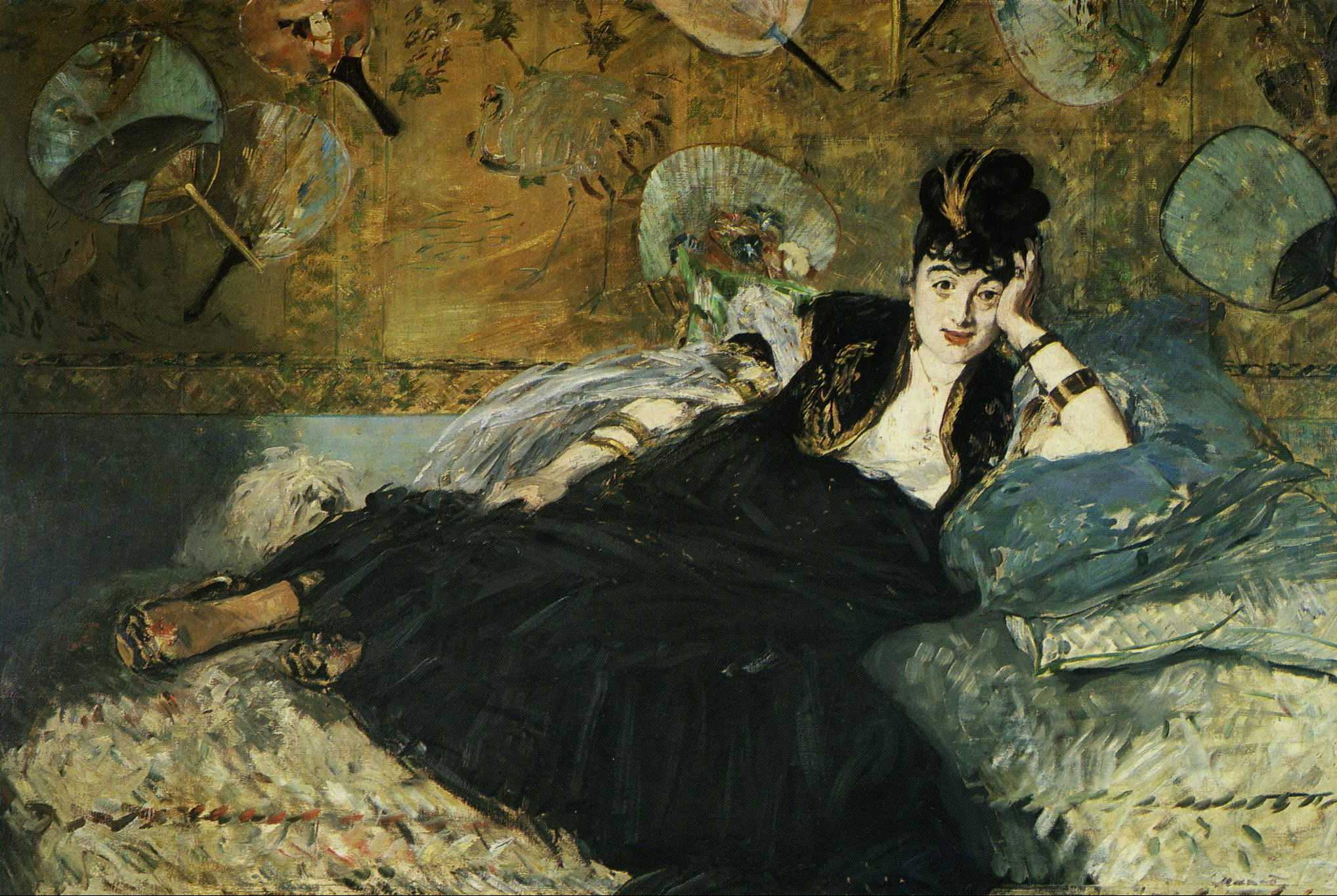
La dama de los abanicos (La Dame aux éventails) de Édouard Manet, 1873.

Cuarenta años después, en 1918, cuando los marchantes de arte Georges Bernheim y René Gimpel visitaron a Monet y le informaron que La Japonaise se había vendido por un precio muy decente, Monet habría declarado que se sentía avergonzado por el hecho de haber pintado la obra simplemente para complacer al mercado, calificándola de "una porquería".  Algunos estudiosos creen que puede haber estado más comprometido con este tema de lo que sugieren estos comentarios; cuando el trabajo estaba en progreso, Monet le escribió a Philippe Burty, un famoso crítico de arte y coleccionista de obras de arte japonesas, comentando que era "magnífico" pintar el kimono tan detallado. Otros estudiosos sostienen que esta carta puede haber sido un "anuncio" en lugar de las verdaderas palabras de Monet, y que estuvo motivada por un deseo de influir en críticos notables que tenían interés en el japonismo, como Burty.
Otra posible motivación para la creación de este cuadro es que Monet deseaba "competir" con la obra de su amigo Édouard Manet La dama de los abanicos, modelada por Nina de Callias en 1873. No hay evidencia sólida de que Monet hubiera visto esta obra en persona antes de pintar La Japonaise, pero parecía conocerla por un grabado del boceto de la obra de Manet, publicado en el libro Revue du monde nouveau en febrero de 1874. Una reseña de 1876 en la revista Le Soleil incluso describió la obra de Monet como "siguiendo su ejemplo".

## Crítica
Durante la segunda exposición del Impresionismo en 1876, la pintura recibió atención, aunque no siempre positiva, de los críticos de arte. Los críticos Émile Zola y Alexandre Pothey elogiaron la obra por su innovación y su uso audaz de los colores, pero muchos críticos la describieron como "extraña" y sexualmente sugerente. El crítico Simon Boubée escribió en su reseña: "Ha mostrado a una china con una túnica roja con dos cabezas, una es la de una demimondaine colocada sobre los hombros, la otra la de un monstruo, colocada no nos atrevemos a decir dónde". Otros escritores señalaron la colocación de la cabeza del samurái en la túnica como sugerente, junto con la representación de él desenvainando su espada.   También se decía que la expresión facial "coqueta" de Camille era parte del simbolismo erótico.

Las críticas parecieron avergonzar a Monet, quien probablemente retiró la obra de la exposición antes de que terminara para evitar que el público la viera, aunque afirmó que la obra había sido comprada por un comprador secreto al increíblemente alto precio de 2.020 francos. Muchos historiadores del arte han cuestionado la autenticidad de este precio récord, con diversas explicaciones diferentes. Algunos creen que fue un truco publicitario realizado por Monet y Ernest Hoschedé; que Hoschedé lo compró a un precio alto y Monet lo recompró en secreto. Otro historiador del arte cree que la compra fue una "fábula para salvar las apariencias" destinada a desviar la atención del público de las críticas embarazosas. La hipótesis de que el precio sin precedentes no fuera real ofrece una explicación al contenido de una carta de Monet a su amigo Édouard Manet, en la que se menciona el cuadro. Monet escribió:
"Le agradecería mucho que no repitiera a nadie lo que le dije sobre La japonesa. He prometido mantenerlo en secreto, me resultaría molesto. Cuento, pues, con su discreción y, en caso de que ya haya dejado caer alguna palabra sobre esto a Dubois, le recomiendo el más absoluto silencio, de lo contrario, habría interminables chismes y molestias para mí.
Es posible que Monet hubiera informado a Manet de su truco, y que él le hubiera advertido que no se lo dijera a nadie más, o que Monet quisiera ocultar al público el cuadro para el que Camille había posado, dadas las críticas sobre la naturaleza sexualmente sugerente de la pintura, aunque nadie mencionó el nombre de Camille en relación con la obra hasta que Monet reveló su papel a Georges Bernheim y René Gimpel en 1918, la peluca rubia había disfrazado su identidad hasta ese momento.
El propio Monet no tenía una opinión muy alta de la obra, y la describió a Bernheim y Gimpel como "une saleté [una basura o una porquería]". La recepción mixta ha continuado hasta el siglo XXI, con críticos como Julian Barnes, en una introducción generalmente entusiasta a Monet, calificando la pieza como "ferozmente horrible". Las notas del conservador del MFA, por el contrario, la describen como "una exhibición virtuosa de colores brillantes que es también un comentario ingenioso sobre la moda [entonces] actual en París por todo lo japonés".

## La polémica del 'miércoles de kimono'
En 2015, el Museo de Bellas Artes de Boston organizó un programa especial llamado "Kimono Wednesdays" en el que se invitó a los visitantes a posar frente a la obra mientras portaban una réplica del kimono del cuadro. El kimono, fabricado en Kioto, fue ofrecido por NHK, el copatrocinador japonés de la iniciativa. El kimono se exhibió por primera vez en varias ciudades japonesas y los visitantes de la exposición fueron invitados a posar para fotografías vistiendo el kimono.
El Museo de Bellas Artes trajo el kimono a Boston y continuó las actividades que habían tenido lugar en Japón. El evento provocó críticas de algunos manifestantes, que describieron el programa como un ejemplo de orientalismo y supremacía blanca, acusando al museo de no haber abordado "suficientemente el legado poscolonial de la pintura". Como parte de la protesta, un blog de Tumblr titulado "Descolonizar nuestros museos" criticó el evento "Kimono Wednesday" como una forma de "apropiación cultural", y lo describió como "realizado por una institución históricamente blanca que conserva el 'poder de representar' -y por lo tanto dominar- a otros grupos étnicos y culturales'".
Aunque el museo dejó de permitir a los visitantes usar el kimono en respuesta a las críticas, el programa fue defendido por algunos, y el cónsul general adjunto de Japón dijo a la prensa que la protesta no tenía sentido desde una perspectiva japonesa. Los contramanifestantes japoneses liderados por Timothy Nagaoka visitaron la exposición vistiendo su propio kimono después de que el Ministerio de Relaciones Exteriores dejara de permitir a los visitantes posar vistiendo la réplica, argumentando que el kimono podía ser disfrutado por personas de todas las etnias, no solo los japoneses. El profesor de la Universidad de Meiji, Shaun O'Dwyer, también defendió el programa, citando su preocupación por la naturaleza menguante de la industria tradicional de confección de kimonos y la necesidad de cualquier publicidad posible para su supervivencia.
Monet eligió el tema del japonismo en parte por su popularidad en el mercado del arte parisino en la década de 1870, y sus obras posteriores reflejan un nivel más profundo de comprensión y aplicación de la estética japonesa, en comparación con la representación comparativamente superficial que se muestra en La japonesa.